# 2024–2025-ös NBA-szezon
A 2024–2025-ös NBA-szezon a National Basketball Association 79. szezonja. Az alapszakasz 2024 októberében kezdődött és 2025 áprilisában fejeződött be. Az All Star-gálát a Chase Centerben, San Franciscóban tartották, 2025. február 19-én.

## Áttekintés

### Visszavonult játékosok
- 2024. június 19.: Sergio Rodríguez 38 évesen bejelentette visszavonulását. Az NBA-ben öt szezont játszott, négy csapatban.[2]
- 2024. július 1.: Víctor Claver 35 évesen bejelentette visszavonulását. Az NBA-ben három szezont játszott a Portland Trail Blazers színeiben.[3]
- 2024. július 2.: Kemba Walker 34 évesen bejelentette visszavonulását. Az NBA-ben 12 szezont játszott, négy különböző csapatban. Ebben az időszakban négyszer volt All Star és egyszer az All-NBA csapatban is helyet kapott. A Charlotte Hornets egyik edzője lett.[4][5]
- 2024. augusztus 1.: Gordon Hayward 34 évesen bejelentette visszavonulását. Az NBA-ben 14 évet játszott, négy különböző csapatban. 2017-ben All Star volt.[6][7]
- 2025. augusztus 15.: Joe Harris 32 évesen bejelentette visszavonulását. Az NBA-ben 10 szezont játszott, három különböző csapatban. 2019-ben megnyerte az All Star hétvégén rendezett hárompontosdobó-versenyt.[8][9]
- 2024. szeptember 15.: Derrick Rose 35 évesen bejelentette visszavonulását. Az NBA-ben 16 szezont játszott, hat különböző csapatban. Ebben az időszakban háromszor volt All Star és egyszer az All-NBA csapatban is helyet kapott. 2009-ben a liga legjobb újoncának (ROTY), 2011-ben a liga legértékesebb játékosának (MVP) választották.[10]

### Edzőváltások
| Csapat              | 2023–2024-es szezon     | 2024–2025-ös szezon       |
| A szezon előtt      | A szezon előtt          | A szezon előtt            |
| ------------------- | ----------------------- | ------------------------- |
| Brooklyn Nets       | Kevin Ollie (megbízott) | Jordi Fernández           |
| Charlotte Hornets   | Steve Clifford          | Charles Lee               |
| Cleveland Cavaliers | J. B. Bickerstaff       | Kenny Atkinson            |
| Detroit Pistons     | Monty Williams          | J. B. Bickerstaff         |
| Los Angeles Lakers  | Darvin Ham              | J. J. Redick              |
| Phoenix Suns        | Frank Vogel             | Mike Budenholzer          |
| Washington Wizards  | Brian Keefe (megbízott) | Brian Keefe               |
| Szezon közben       |                         |                           |
| Sacramento Kings    | Mike Brown              | Doug Christie (megbízott) |
| Memphis Grizzlies   | Taylor Jenkins          | Tuomas Iisalo (megbízott) |
| Denver Nuggets      | Michael Malone          | David Adelman (megbízott) |

### Játékos-tranzakciók
| Játékos-tranzakciók a 2024–2025-ös szezonban | Játékos-tranzakciók a 2024–2025-ös szezonban | Játékos-tranzakciók a 2024–2025-ös szezonban | Játékos-tranzakciók a 2024–2025-ös szezonban |
| Június | Június | Június | Június                                       |
| --- | --- | --- | -------------------------------------------- |
| június 21. | Chicago Bulls kapta: - Josh Giddey | Oklahoma City Thunder kapta: - Alex Caruso | [ 11 ] [ 12 ]                                |
| június 26. (draft előtt) | Brooklyn Nets kapta: - Feladja jogát a 2025-ös első köri választáscseréhez - 2026-os első köri választás | Houston Rockets kapta: - 2025-ös első köri választáscsere - 2027-es első köri választás - 2029-es első köri választás - 2029-es első köri választáscsere | [ 13 ] [ 14 ]                                |
| június 26. (draft közben) | Denver Nuggets kapta: - DaRon Holmes II draftjoga (22. hely) | Phoenix Suns kapta: - Ryan Dunn draftjoga (28. hely) - 2024-es második köri választás (56. hely) - 2026-os második köri választás - 2031-es második köri választás                                                                                              | [ 15 ] [ 16 ]                                |
| június 26. (draft közben) | Minnesota Timberwolves kapta: - Rob Dillingham draftjoga (8. hely) | San Antonio Spurs kapta: - 2030-as első köri védett választáscsere - 2031-es első köri választás | [ 17 ] [ 18 ]                                |
| június 26. (draft közben) | New York Knicks kapta: - 2025-ös második köri választás - 2026-os második köri választás - 2027-es második köri választás - 2027-es második köri választás - 2027-es második köri választás | Oklahoma City Thunder kapta: - Dillon Jones draftjoga (26. hely) | [ 20 ] [ 21 ]                                |
| június 26. (draft közben) | New York Knicks kapta: - Dillon Jones draftjoga (26. hely) - 2024-es második köri választás (51. hely) | Washington Wizards kapta: - Kyshawn George draftjoga (24. hely) | [ 20 ] [ 22 ]                                |
| június 27. | Dallas Mavericks kapta: - Melvin Ajinça draftjoga (51. hely) | New York Knicks kapta: - Ariel Hukporti draftjoga (58. hely) - Petteri Koponen draftjoga (2007, 30. hely) - pénzösszeg | [ 23 ] [ 24 ]                                |
| június 27. | Golden State Warriors kapta: - Lindy Waters III | Oklahoma City Thunder kapta: - Quinten Post draftjoga (52. hely) | [ 25 ] [ 26 ] [ 27 ]                         |
| június 27. | New Orleans Pelicans kapta: - Antonio Reeves draftjoga (47. hely) | Orlando Magic kapta: - 2030-as második köri választás - 2031-es második köri választás | [ 28 ] [ 29 ]                                |
| június 27. | New York Knicks kapta: - Oso Ighodaro draftjoga (40. hely) - pénzösszeg | Oklahoma City Thunder kapta: - Ajay Mitchell draftjoga (38. hely) | [ 24 ] [ 25 ]                                |
| június 27. | New York Knicks kapta: - Kevin McCullar Jr. draftjoga (56. hely) - 2028-as védett második köri választás | Phoenix Suns kapta: - Oso Ighodaro draftjoga (40. hely) | [ 24 ] [ 30 ]                                |
| június 27. | New York Knicks kapta: - Tyler Kolek draftjoga (34. hely) | Portland Trail Blazers kapta: - Dani Díez draftjoga (2015, 54. hely) - 2027-es második köri választás - 2029-es második köri választás - 2030-as második köri választás                                                                                         | [ 24 ] [ 31 ]                                |
| június 27. | Oklahoma City Thunder kapta: - Oso Ighodaro draftjoga (40. hely) | Portland Trail Blazers kapta: - Quinten Post draftjoga (52. hely) - pénzösszeg | [ 25 ] [ 32 ]                                |
| június 27. | Háromcsapatos megegyezés | Háromcsapatos megegyezés | [ 33 ] [ 34 ] [ 35 ]                         |
| június 27. | Atlanta Hawks kapta: - Nikola Djurišić draftjoga (43. hely) | Houston Rockets kapta: - AJ Griffin | [ 33 ] [ 34 ] [ 35 ]                         |
| június 27. | Miami Heat kapta: - Pelle Larsson draftjoga (44. hely) - pénzösszeg | | [ 33 ] [ 34 ] [ 35 ]                         |
| június 28. | Sacramento Kings kapta: - Jalen McDaniels | Toronto Raptors kapta: - Davion Mitchell - Aleksandar Vezenkov - Jamal Shead draftjoga (45. hely) - 2025-ös második köri választás | [ 36 ] [ 37 ]                                |
| Július | | |                                              |
| július 6. | Atlanta Hawks kapta: - Dyson Daniels - E. J. Liddell - Larry Nance Jr. - Cody Zeller - 2025-ös első köri választás - 2027-es első köri választás | New Orleans Pelicans kapta: - Dejounte Murray | [ 38 ] [ 39 ]                                |
| július 6. | Brooklyn Nets kapta: - Bojan Bogdanović - Mamadi Diakite - Shake Milton - 2025-ös védett első köri választás - 2025-ös első köri választás - 2025-ös második köri választás - 2027-es első köri választás - 2028-as első köri választáscsere - 2029-es első köri választás - 2031-es első köri választás | New York Knicks kapta: - Keita Bates-Diop - Mikal Bridges - Juan Pablo Vaulet draftjoga (2015, 39. hely) - 2026-os második köri választás | [ 40 ] [ 41 ]                                |
| július 6. | Charlotte Hornets kapta: - Devonte’ Graham - 2025-ös második köri választás | San Antonio Spurs kapta: - pénzösszeg | [ 42 ] [ 43 ]                                |
| július 6. | Dallas Mavericks kapta: - Quentin Grimes | Detroit Pistons kapta: - Tim Hardaway Jr. - 2025-ös második köri választás - 2028-as második köri választás - 2028-as második köri választás | [ 44 ] [ 45 ]                                |
| július 6. | Golden State Warriors kapta: - Quinten Post draftjoga (52. hely) | Portland Trail Blazers kapta: - pénzösszeg | [ 32 ] [ 46 ]                                |
| július 6. | Indiana Pacers kapta: - Johnny Furphy draftjoga (35. hely) | San Antonio Spurs kapta: - Juan Núñez draftjoga (36. hely) - pénzösszeg | [ 47 ] [ 48 ]                                |
| július 6. | New Orleans Pelicans kapta: - 2027-es védett második köri választás | Washington Wizards kapta: - Jonas Valančiūnas | [ 49 ] [ 50 ]                                |
| július 6. | Portland Trail Blazers kapta: - Deni Avdija | Washington Wizards kapta: - Malcolm Brogdon - Bub Carrington draftjoga (14. hely) - 2028-as második köri választás - 2029-es első köri választás - 2030-as második köri választás                                                                               | [ 51 ] [ 52 ]                                |
| július 6. | Négycsapatos megegyezés | Négycsapatos megegyezés | [ 53 ] [ 54 ]                                |
| július 6. | Detroit Pistons kapta: - Wendell Moore Jr. - Bobi Klintman draftjoga (37. hely) | Memphis Grizzlies kapta: - Cam Spencer draftjoga (53. hely) | [ 53 ] [ 54 ]                                |
| július 6. | Minnesota Timberwolves kapta: - 2030-as második köri választás - pénzösszeg | Toronto Raptors kapta: - Ulrich Chomche draftjoga (57. hely) | [ 53 ] [ 54 ]                                |
| július 6. | Hat csapatos megegyezés | Hat csapatos megegyezés | [ 55 ] [ 56 ] [ 57 ] [ 58 ] [ 59 ]           |
| július 6. | Charlotte Hornets kapta: - Josh Green - Reggie Jackson - 2029-es második köri választás - 2030-as második köri választás | Dallas Mavericks kapta: - Klay Thompson - 2025-ös második köri választás | [ 55 ] [ 56 ] [ 57 ] [ 58 ] [ 59 ]           |
| július 6. | Denver Nuggets kapta: - pénzösszeg | Golden State Warriors kapta: - Kyle Anderson - Buddy Hield | [ 55 ] [ 56 ] [ 57 ] [ 58 ] [ 59 ]           |
| július 6. | Minnesota Timberwolves kapta: - 2025-ös második köri választás - 2031-es második köri választáscsere - pénzösszeg | Philadelphia 76ers kapta: - 2031-es második köri választáscsere | [ 55 ] [ 56 ] [ 57 ] [ 58 ] [ 59 ]           |
| július 8. | Háromcsapatos megegyezés | Háromcsapatos megegyezés | [ 60 ] [ 61 ] [ 62 ]                         |
| július 8. | Chicago Bulls kapta: - Chris Duarte - RaiQuan Gray - 2025-ös második köri választás - 2028-as második köri választás - pénzösszeg | Sacramento Kings kapta: - DeMar DeRozan | [ 60 ] [ 61 ] [ 62 ]                         |
| július 8. | San Antonio Spurs kapta: - Harrison Barnes - 2031-es első köri választáscsere | | [ 60 ] [ 61 ] [ 62 ]                         |
| július 18. | Los Angeles Clippers kapta: - Kris Dunn | Utah Jazz kapta: - Russell Westbrook - Balša Koprivica draftjoga (2021, 57. hely) - 2030-as második köri választáscsere - pénzösszeg | [ 63 ] [ 64 ]                                |
| július 19. | Brooklyn Nets kapta: - Ziaire Williams - 2030-as második köri választás | Memphis Grizzlies kapta: - Mamadi Diakite - Nemanja Dangubić draftjoga (2014, 54. hely) | [ 65 ] [ 66 ]                                |
| július 29. | Atlanta Hawks kapta: - David Roddy | Phoenix Suns kapta: - E. J. Liddell | [ 67 ] [ 68 ]                                |
| Október | | |                                              |
| október 2. | Háromcsapatos megegyezés | Háromcsapatos megegyezés | [ 69 ] [ 70 ] [ 71 ]                         |
| október 2. | Charlotte Hornets kapta: - Charlie Brown Jr. - DaQuan Jeffries - Duane Washington Jr. - 2025-ös második köri választás - 2026-os második köri választás - 2031-es második köri választás - pénzösszeg | Minnesota Timberwolves kapta: - Keita Bates-Diop - Donte DiVincenzo - Julius Randle - 2025-ös védett első köri választás | [ 69 ] [ 70 ] [ 71 ]                         |
| október 2. | New York Knicks kapta: - Karl-Anthony Towns - James Nnaji draftjoga (2023, 31. hely) | | [ 69 ] [ 70 ] [ 71 ]                         |
| október 16. | Sacramento Kings kapta: - 2025-ös védett második köri választás | San Antonio Spurs kapta: - Jalen McDaniels - 2031-es második köri választás - pénzösszeg | [ 72 ] [ 73 ]                                |
| December | | |                                              |
| december 15. | Brooklyn Nets kapta: - Reece Beekman - De’Anthony Melton - 2026-os második köri választás - 2028-as második köri választás - 2029-es második köri választás | Golden State Warriors kapta: - Dennis Schröder - 2025-ös védett második köri választás | [ 74 ] [ 75 ]                                |
| december 15. | Indiana Pacers kapta: - Thomas Bryant | Miami Heat kapta: - 2031-es második köri választáscsere | [ 76 ] [ 77 ]                                |
| december 29. | Brooklyn Nets kapta: - Maxwell Lewis - D'Angelo Russell - 2027-es védett második köri választás - 2030-as második köri választás - 2031-es második köri választás | Los Angeles Lakers kapta: - Dorian Finney-Smith - Shake Milton | [ 78 ] [ 79 ]                                |
| Január | | |                                              |
| január 15. | Charlotte Hornets kapta: - Josh Okogie - 2026-os második köri választás - 2031-es második köri választás - 2031-es második köri választás | Phoenix Suns kapta: - Nick Richards - 2025-ös második köri választás | [ 80 ] [ 81 ]                                |
| január 21. | Phoenix Suns kapta: - 2025-ös első köri választás - 2027-es első köri választás - 2029-es első köri választás | Utah Jazz kapta: - 2031-es első köri választás | [ 82 ] [ 83 ]                                |
| Február | | |                                              |
| február 1. | Los Angeles Clippers kapta: - Drew Eubanks - Patty Mills | Utah Jazz kapta: - Mo Bamba - P. J. Tucker - 2030-as második köri választás - pénzösszeg | [ 84 ] [ 85 ]                                |
| február 2. | Háromcsapatos megegyezés | Háromcsapatos megegyezés | [ 86 ] [ 87 ]                                |
| február 2. | Dallas Mavericks kapta: - Max Christie - Anthony Davis - 2029-es első köri választás | Los Angeles Lakers kapta: - Luka Dončić - Maxi Kleber - Markieff Morris | [ 86 ] [ 87 ]                                |
| február 2. | Utah Jazz kapta: - Jalen Hood-Schifino - 2025-ös második köri választás - 2025-ös második köri választás | | [ 86 ] [ 87 ]                                |
| február 3. | Charlotte Hornets kapta: - 2029-es második köri választás | Oklahoma City Thunder kapta: - 2030-as feltételes második köri választás | [ 88 ] [ 89 ]                                |
| február 3. | Háromcsapatos megegyezés | Háromcsapatos megegyezés | [ 90 ] [ 91 ] [ 92 ]                         |
| február 3. | Chicago Bulls kapta: - Zach Collins - Kevin Huerter - Tre Jones - 2025-ös első köri választás | Sacramento Kings kapta: - Sidy Cissoko - Zach LaVine - 2025-ös védett első köri választás - 2025-ös második köri választás - 2027-es első köri választás - 2028-as védett második köri választás - 2028-as második köri választás - 2031-es első köri választás | [ 90 ] [ 91 ] [ 92 ]                         |
| február 3. | San Antonio Spurs kapta: - De’Aaron Fox - Jordan McLaughlin | | [ 90 ] [ 91 ] [ 92 ]                         |
| február 4. | Dallas Mavericks kapta: - Caleb Martin - 2030-as második köri választás | Philadelphia 76ers kapta: - Quentin Grimes - 2025-ös második köri választás | (megváltoztatva)                             |
| február 5. | New Orleans Pelicans kapta: - pémnzösszeg | Oklahoma City Thunder kapta: - Daniel Theis - 2031-es második köri választás | [ 96 ] [ 97 ]                                |
| február 5. | Sacramento Kings kapta: - Jonas Valančiūnas | Washington Wizards kapta: - Sidy Cissoko - 2028-as védett második köri választás - 2029-es második köri választás | [ 98 ] [ 99 ]                                |
| február 6. | Atlanta Hawks kapta: - Caris LeVert - Georges Niang - 2026-os első köri választáscsere - 2027-es második köri választás - 2028-as első köri választáscsere - 2029-es második köri választás - 2031-es második köri választás                                                                             | Cleveland Cavaliers kapta: - De’Andre Hunter | [ 100 ] [ 101 ]                              |
| február 6. | Atlanta Hawks kapta: - Alpha Kaba draftjoga (2017, #60) | Houston Rockets kapta: - Cody Zeller - 2028-as második köri választás | [ 102 ]                                      |
| február 6. | Atlanta Hawks kapta: - Bones Hyland - Terance Mann | Los Angeles Clippers kapta: - Bogdan Bogdanović - 2025-ös második köri választás - 2026-os védett második köri választás - 2027-es második köri választás | [ 103 ] [ 104 ]                              |
| február 6. | Boston Celtics kapta: - 2031-es védett második köri választás | Houston Rockets kapta: - Jaden Springer - 2027-es védett második köri választás - 2030-as második köri választás | [ 105 ]                                      |
| február 6. | Charlotte Hornets kapta: - Dalton Knecht - Cam Reddish - 2030-as első köri választáscsere - 2031-es első köri választás | Los Angeles Lakers kapta: - Mark Williams | (eltörölve)                                  |
| február 6. | Charlotte Hornets kapta: - Jusuf Nurkić - 2026-os első köri választás | Phoenix Suns kapta: - Cody Martin - Vasilije Micić - 2026 second-round pick | [ 109 ] [ 110 ]                              |
| február 6. | Detroit Pistons kapta: - KJ Martin - 2027-es második köri választás - 2031-es második köri választás | Philadelphia 76ers kapta: - pénzösszeg | [ 111 ]                                      |
| február 6. | Indiana Pacers kapta: - Védett második köri választás | Toronto Raptors kapta: - James Wiseman - pénzösszeg | [ 112 ] [ 113 ]                              |
| február 6. | Los Angeles Clippers kapta: - MarJon Beauchamp | Milwaukee Bucks kapta: - Kevin Porter Jr. | [ 114 ]                                      |
| február 6. | New Orleans Pelicans kapta: - Bruce Brown - Kelly Olynyk - 2026-os védett első köri választás - 2031-es második köri választás | Toronto Raptors kapta: - Brandon Ingram | [ 115 ] [ 116 ]                              |
| február 6. | Philadelphia 76ers kapta: - Jared Butler - 2027-es második köri választás - 2028-as második köri választás - 2030-as második köri választás - 2030-as második köri választás | Washington Wizards kapta: - Reggie Jackson - 2026-os első köri választás | [ 117 ]                                      |
| február 6. | Háromcsapatos megegyezés | Háromcsapatos megegyezés | [ 118 ] [ 119 ]                              |
| február 6. | Memphis Grizzlies kapta: - Marvin Bagley III - Johnny Davis - 2025-ös második köri választás - 2028-as második köri választás | Sacramento Kings kapta: - Jake LaRavia | [ 118 ] [ 119 ]                              |
| február 6. | Washington Wizards kapta: - Colby Jones - Alex Len - Marcus Smart - 2025-ös védett első köri választás | | [ 118 ] [ 119 ]                              |
| február 6. | Négycsapatos megegyezés | Négycsapatos megegyezés | [ 120 ] [ 121 ]                              |
| február 6. | Milwaukee Bucks kapta: - Kyle Kuzma - Jericho Sims - 2025-ös második köri választás - 2026-os védett második köri választás | New York Knicks kapta: - Delon Wright - Hugo Besson draftjoga (2022, #58) - pénzösszeg | [ 120 ] [ 121 ]                              |
| február 6. | San Antonio Spurs kapta: - Patrick Baldwin Jr. - pénzösszeg | Washington Wizards kapta: - AJ Johnson - Khris Middleton - Mathias Lessort draftjoga (2017, #50) - 2028-as első köri választáscsere - pénzösszeg | [ 120 ] [ 121 ]                              |
| február 6. | Ötcsapatos megegyezés | Ötcsapatos megegyezés | [ 122 ] [ 123 ] [ 124 ] [ 125 ]              |
| február 6. | Detroit Pistons kapta: - Dennis Schröder - Lindy Waters III - 2031-es második köri választás | Golden State Warriors kapta: - Jimmy Butler | [ 122 ] [ 123 ] [ 124 ] [ 125 ]              |
| február 6. | Miami Heat kapta: - Kyle Anderson - Davion Mitchell - Andrew Wiggins - 2025-ös védett első köri választás | Toronto Raptors kapta: - P. J. Tucker - 2026-os második köri választás - pénzösszeg | [ 122 ] [ 123 ] [ 124 ] [ 125 ]              |
| február 6. | Utah Jazz kapta: - KJ Martin - Josh Richardson - 2028-as második köri választás - 2031-es második köri választás - pénzösszeg | | [ 122 ] [ 123 ] [ 124 ] [ 125 ]              |
| Részletek 1. 2. 3. 4. 5. 6. 7. 8. 9. 10. 11. 12. 13. 14. 15. 16. 17. 18. 19. 20. 21. 22. 23. 24. 25. 26. 27. 28. 29. 30. 31. 32. 33. 34. 35. 36. 37. 38. 39. 40. 41. 42. 43. 44. 45. 46. 47. 48. 49. 50. 51. 52. 53. 54. 55. 56. 57. 58. 59. 60. 61. 62. 63. 64. 65. 66. 67. 68. 69. 70. 71. 72. 73. 74. 75. 76. 77. 78. 79. 80. 81. 82. 83. | | |                                              |

## Felkészülési időszak
| Dátum       | Csapat                                        | Aréna                | Stadion                    | For.    |
| ----------- | --------------------------------------------- | -------------------- | -------------------------- | ------- |
| október 4.  | Minnesota Timberwolves – Los Angeles Lakers   | Acrisure Arena       | Thousand Palms, Kalifornia | [ 126 ] |
| október 5.  | Los Angeles Clippers – Golden State Warriors  | Stan Sheriff Center  | Honolulu, Hawaii           | [ 127 ] |
| október 6.  | Phoenix Suns – Los Angeles Lakers             | Acrisure Arena       | Thousand Palms, Kalifornia | [ 126 ] |
| október 6.  | Washington Wizards – Toronto Raptors          | Bell Centre          | Montréal, Québec           | [ 128 ] |
| október 8.  | Brooklyn Nets – Los Angeles Clippers          | Frontwave Arena      | Oceanside, Kalifornia      | [ 129 ] |
| október 8.  | Phoenix Suns – Detroit Pistons                | Breslin Center       | East Lansing, Michigan     | [ 130 ] |
| október 10. | New Zealand Breakers – Oklahoma City Thunder  | BOK Center           | Tulsa, Oklahoma            | [ 131 ] |
| október 11. | Philadelphia 76ers – Minnesota Timberwolves   | Wells Fargo Arena    | Des Moines, Iowa           | [ 132 ] |
| október 11. | Los Angeles Clippers – Portland Trail Blazers | Climate Pledge Arena | Seattle, Washington        | [ 133 ] |
| október 15. | Golden State Warriors – Los Angeles Lakers    | T-Mobile Arena       | Paradise, Nevada           | [ 126 ] |

### Nemzetközi mérkőzések
| Dátum      | Csapat                          | Aréna        | Stadion                            | For.    |
| ---------- | ------------------------------- | ------------ | ---------------------------------- | ------- |
| október 4. | Boston Celtics – Denver Nuggets | Etihad Arena | Abu-Dzabi, Egyesült Arab Emírségek | [ 134 ] |
| október 6. | Denver Nuggets – Boston Celtics | Etihad Arena | Abu-Dzabi, Egyesült Arab Emírségek | [ 134 ] |

## Alapszakasz
Az alapszakasz 2024 októberében fog kezdődni és 2025 áprilisában fog befejeződni.
| A rájátszásba jutott       |
| A Play-In szakaszba jutott |

### Csoportonként
| Keleti főcsoport        |    |    |      |      |        |           |         |
| Atlanti csoport         |    |    |      |      |        |           |         |
| Csapat                  | Gy | V  | %    | GB   | Otthon | Idegenben | Csoport |
| y – Boston Celtics      | 61 | 21 | .744 | –    | 28–‍13   | 33–‍8       | 14–2    |
| New York Knicks         | 51 | 31 | .622 | 10.0 | 27–‍14   | 24–‍17      | 12–4    |
| Toronto Raptors         | 30 | 52 | .366 | 31.0 | 18–‍23   | 12–‍29      | 8–8     |
| Brooklyn Nets           | 26 | 56 | .317 | 35.0 | 12–‍29   | 14–‍27      | 3–13    |
| Philadelphia 76ers      | 24 | 58 | .293 | 37.0 | 12–‍29   | 12–‍29      | 3–13    |
| Központi csoport        |    |    |      |      |        |           |         |
| Csapat                  | Gy | V  | %    | GB   | Otthon | Idegenben | Csoport |
| c – Cleveland Cavaliers | 64 | 18 | .780 | –    | 34–‍7    | 30–‍11      | 12–4    |
| Indiana Pacers          | 50 | 32 | .610 | 14.0 | 29–‍12   | 21–‍20      | 10–6    |
| Milwaukee Bucks         | 48 | 34 | .585 | 16.0 | 28–14  | 20–‍20      | 9–7     |
| Detroit Pistons         | 44 | 38 | .537 | 20.0 | 22–‍19   | 22–‍19      | 5–11    |
| Chicago Bulls           | 39 | 43 | .476 | 25.0 | 18–‍23   | 21–‍20      | 4–12    |
| Délkeleti csoport       |    |    |      |      |        |           |         |
| Csapat                  | Gy | V  | %    | GB   | Otthon | Idegenben | Csoport |
| y – Orlando Magic       | 41 | 41 | .500 | –    | 22–‍19   | 19–‍22      | 12–4    |
| Atlanta Hawks           | 40 | 42 | .488 | 1.0  | 21–‍19   | 19–‍23      | 10–6    |
| Miami Heat              | 37 | 45 | .451 | 4.0  | 19–‍22   | 18–‍23      | 10–6    |
| Charlotte Hornets       | 19 | 63 | .232 | 22.0 | 12–‍29   | 7–‍34       | 1–15    |
| Washington Wizards      | 18 | 64 | .220 | 23.0 | 8–‍33    | 10–‍31      | 7–9     |

| Nyugati főcsoport         |    |    |      |      |        |           |         |
| Északnyugati csoport      |    |    |      |      |        |           |         |
| Csapat                    | Gy | V  | %    | GB   | Otthon | Idegenben | Csoport |
| z – Oklahoma City Thunder | 68 | 14 | .829 | –    | 36–‍6    | 32–‍8       | 12–4    |
| Denver Nuggets            | 50 | 32 | .610 | 18.0 | 26–‍15   | 24–‍17      | 8–8     |
| Minnesota Timberwolves    | 49 | 33 | .598 | 19.0 | 25–‍16   | 24–‍17      | 11–5    |
| Portland Trail Blazers    | 36 | 46 | .439 | 32.0 | 22–‍19   | 14–‍27      | 6–10    |
| Utah Jazz                 | 17 | 65 | .207 | 51.0 | 10–‍31   | 7‍–‍34        | 3–13    |
| Csendes-óceáni csoport    |    |    |      |      |        |           |         |
| Csapat                    | Gy | V  | %    | GB   | Otthon | Idegenben | Csoport |
| y – Los Angeles Lakers    | 50 | 32 | .610 | –    | 31–‍10   | 19–‍22      | 12–4    |
| Los Angeles Clippers      | 50 | 32 | .610 | –    | 30–‍11   | 20–‍21      | 9–7     |
| Golden State Warriors     | 48 | 34 | .585 | 2.0  | 24–‍17   | 24–‍17      | 5–11    |
| Sacramento Kings          | 40 | 42 | .488 | 10.0 | 20–‍21   | 20–‍21      | 5–11    |
| Phoenix Suns              | 36 | 46 | .439 | 14.0 | 24–‍17   | 12–‍29      | 9–7     |
| Délnyugati csoport        |    |    |      |      |        |           |         |
| Csapat                    | Gy | V  | %    | GB   | Otthon | Idegenben | Csoport |
| y – Houston Rockets       | 52 | 30 | .634 | –    | 29–‍12   | 23–‍18      | 13–3    |
| Memphis Grizzlies         | 48 | 34 | .585 | 4.0  | 26–‍15   | 22–‍19      | 11–5    |
| Dallas Mavericks          | 39 | 43 | .476 | 13.0 | 22–‍18   | 17–‍25      | 8–8     |
| San Antonio Spurs         | 34 | 48 | .415 | 18.0 | 20–‍21   | 14–‍27      | 5–11    |
| New Orleans Pelicans      | 21 | 61 | .256 | 31.0 | 14–‍27   | 7–‍34       | 3–13    |

### Főcsoportonként
- z – Hazai pálya előny az egész rájátszásban
- c – Hazai pálya előny a főcsoportdöntőig
- y – Csoportgyőztes

| Keleti főcsoport |                         |    |    |      |      |
| Hely.            | Csapat                  | Gy | V  | %    | GB   |
| 1.               | c – Cleveland Cavaliers | 64 | 18 | .780 | –    |
| 2.               | y – Boston Celtics      | 61 | 21 | .744 | 3.0  |
| 3.               | New York Knicks         | 51 | 31 | .622 | 13.0 |
| 4.               | Indiana Pacers          | 50 | 32 | .610 | 14.0 |
| 5.               | Milwaukee Bucks         | 48 | 34 | .585 | 16.0 |
| 6.               | Detroit Pistons         | 44 | 38 | .537 | 20.0 |
|                  |                         |    |    |      |      |
| 7.               | y – Orlando Magic       | 41 | 41 | .500 | 23.0 |
| 8.               | Miami Heat              | 37 | 45 | .451 | 27.0 |
| 9.               | Atlanta Hawks           | 40 | 42 | .488 | 24.0 |
| 10.              | Chicago Bulls           | 39 | 43 | .476 | 25.0 |
|                  |                         |    |    |      |      |
| 11.              | Toronto Raptors         | 30 | 52 | .366 | 34.0 |
| 12.              | Brooklyn Nets           | 26 | 56 | .317 | 38.0 |
| 13.              | Philadelphia 76ers      | 24 | 58 | .293 | 40.0 |
| 14.              | Charlotte Hornets       | 19 | 63 | .232 | 45.0 |
| 15.              | Washington Wizards      | 18 | 64 | .220 | 46.0 |

| Nyugati főcsoport |                           |    |    |      |      |
| Hely.             | Csapat                    | Gy | V  | %    | GB   |
| 1.                | z – Oklahoma City Thunder | 68 | 14 | .829 | –    |
| 2.                | y – Houston Rockets       | 52 | 30 | .634 | 16.0 |
| 3.                | y – Los Angeles Lakers    | 50 | 32 | .610 | 18.0 |
| 4.                | Denver Nuggets            | 50 | 32 | .610 | 18.0 |
| 5.                | Los Angeles Clippers      | 50 | 32 | .610 | 18.0 |
| 6.                | Minnesota Timberwolves    | 49 | 33 | .598 | 19.0 |
|                   |                           |    |    |      |      |
| 7.                | Golden State Warriors     | 48 | 34 | .585 | 20.0 |
| 8.                | Memphis Grizzlies         | 48 | 34 | .585 | 20.0 |
| 9.                | Dallas Mavericks          | 39 | 43 | .476 | 29.0 |
| 10.               | Sacramento Kings          | 40 | 42 | .488 | 28.0 |
|                   |                           |    |    |      |      |
| 11.               | Phoenix Suns              | 36 | 46 | .439 | 32.0 |
| 12.               | Portland Trail Blazers    | 36 | 46 | .439 | 32.0 |
| 13.               | San Antonio Spurs         | 34 | 48 | .415 | 34.0 |
| 14.               | New Orleans Pelicans      | 21 | 61 | .256 | 47.0 |
| 15.               | Utah Jazz                 | 17 | 65 | .207 | 51.0 |

### Nemzetközi mérkőzések
| Dátum       | Csapat                             | Aréna             | Helyszín              | For.    |
| ----------- | ---------------------------------- | ----------------- | --------------------- | ------- |
| november 2. | Washington Wizards – Miami Heat    | Mexico City Arena | Mexikóváros, Mexikó   | [ 135 ] |
| január 23.  | Indiana Pacers – San Antonio Spurs | Accor Arena       | Párizs, Franciaország | [ 136 ] |
| január 25.  | Indiana Pacers – San Antonio Spurs | Accor Arena       | Párizs, Franciaország | [ 136 ] |

## NBA-Kupa
A 2024-es NBA-Kupát 2024 novemberében és decemberében rendezték meg. A győztes a Milwaukee Bucks lett, miután a döntőben legyőzték az Oklahoma City Thunder csapatát, míg az MVP díjat Jánisz Antetokúnmpo kapta meg, a mérkőzésen szerzett tripla duplája után.
Egyenes kieséses szakasz
|  | Negyeddöntő                                    | Negyeddöntő                              |                                          |     | Elődöntő | Elődöntő |  |  | Döntő | Döntő |
|  |                                                |                                          |                                          |     |          |          |  |  |       |       |
|  | December 11. – Fiserv Forum, Milwaukee         |                                          |                                          |     |          |          |  |  |       |       |
|  |                                                |                                          |                                          |     |          |          |  |  |       |       |
|  | Milwaukee Bucks                                | 114                                      |                                          |     |          |          |  |  |       |       |
|  | Milwaukee Bucks                                | 114                                      | December 14. – T-Mobile Arena, Las Vegas |     |          |          |  |  |       |       |
|  | Orlando Magic                                  | 109                                      |                                          |     |          |          |  |  |       |       |
|  | Orlando Magic                                  | 109                                      | Milwaukee Bucks                          | 110 |          |          |  |  |       |       |
|  | December 10. – Madison Square Garden, New York |                                          | Milwaukee Bucks                          | 110 |          |          |  |  |       |       |
|  |                                                | Atlanta Hawks                            | 102                                      |     |          |          |  |  |       |       |
|  | New York Knicks                                | Atlanta Hawks                            | 102                                      | 100 |          |          |  |  |       |       |
|  | New York Knicks                                |                                          | December 17. – T-Mobile Arena, Las Vegas | 100 |          |          |  |  |       |       |
|  | Atlanta Hawks                                  | 108                                      |                                          |     |          |          |  |  |       |       |
|  | Atlanta Hawks                                  | 108                                      | Milwaukee Bucks                          | 97  |          |          |  |  |       |       |
|  | December 11. – Paycom Center, Oklahoma City    |                                          | Milwaukee Bucks                          | 97  |          |          |  |  |       |       |
|  |                                                | Oklahoma City Thunder                    | 81                                       |     |          |          |  |  |       |       |
|  | Oklahoma City Thunder                          | Oklahoma City Thunder                    | 81                                       | 118 |          |          |  |  |       |       |
|  | Oklahoma City Thunder                          | December 14. – T-Mobile Arena, Las Vegas |                                          | 118 |          |          |  |  |       |       |
|  | Dallas Mavericks                               | 104                                      |                                          |     |          |          |  |  |       |       |
|  | Dallas Mavericks                               | 104                                      | Oklahoma City Thunder                    | 111 |          |          |  |  |       |       |
|  | December 10. – Toyota Center, Houston          |                                          | Oklahoma City Thunder                    | 111 |          |          |  |  |       |       |
|  |                                                | Houston Rockets                          | 96                                       |     |          |          |  |  |       |       |
|  | Houston Rockets                                | Houston Rockets                          | 96                                       | 91  |          |          |  |  |       |       |
|  | Houston Rockets                                |                                          |                                          | 91  |          |          |  |  |       |       |
|  | Golden State Warriors                          | 90                                       |                                          |     |          |          |  |  |       |       |
|  | Golden State Warriors                          | 90                                       |                                          |     |          |          |  |  |       |       |

## Play-in
Az NBA a 7. és 10. hely között végző csapatoknak fog tartani egy play-in tornát 2025. áprilisában. A 7. fog a 8. helyezett ellen játszani és a győztes fogja megkapni a 7. helyet a rájátszásban. A kilencedik fog játszani a tizedikkel, ahol a vesztes nem játszhat tovább helyért a rájátszásban, és a győztes fog játszani a 7. és a 8. közötti mérkőzés vesztesével a 8. helyezésért a rájátszásban.

### Keleti főcsoport
|  |                                        |                                        |                                        |               |               |                |                |                |              |  |                  |                  |                  |
|  | 7. helyezésért és a második fordulóért | 7. helyezésért és a második fordulóért | 7. helyezésért és a második fordulóért |               |               | 8. helyezésért | 8. helyezésért | 8. helyezésért |              |  | Végső helyezések | Végső helyezések | Végső helyezések |
|  | 7. helyezésért és a második fordulóért | 7. helyezésért és a második fordulóért | 7. helyezésért és a második fordulóért |               |               | 8. helyezésért | 8. helyezésért | 8. helyezésért |              |  | Végső helyezések | Végső helyezések | Végső helyezések |
|  |                                        |                                        |                                        |               |               |                |                |                |              |  |                  |                  |                  |
|  |                                        |                                        |                                        |               |               |                |                |                |              |  |                  |                  |                  |
|  | 7.                                     | Orlando Magic                          | 120                                    |               |               |                | Orlando Magic  | Orlando Magic  | 7. helyezett |  |                  |                  |                  |
|  | 7.                                     | Orlando Magic                          | 120                                    |               |               |                | Orlando Magic  | Orlando Magic  | 7. helyezett |  |                  |                  |                  |
|  | 8.                                     | Atlanta Hawks                          | 95                                     |               |               |                |                |                |              |  | Miami Heat       | Miami Heat       | 8. helyezett     |
|  | 8.                                     | Atlanta Hawks                          | 95                                     |               |               |                |                |                |              |  | Miami Heat       | Miami Heat       | 8. helyezett     |
|  |                                        |                                        |                                        | Atlanta Hawks | Atlanta Hawks | 114            |                |                |              |  |                  |                  |                  |
|  |                                        |                                        |                                        | Atlanta Hawks | Atlanta Hawks | 114            |                |                |              |  |                  |                  |                  |
|  |                                        |                                        | Miami Heat                             | Miami Heat    | 123 (h. u.)   |                |                |                |              |  |                  |                  |                  |
|  |                                        |                                        |                                        | Miami Heat    | 123 (h. u.)   |                |                |                |              |  |                  |                  |                  |
|  | 9.                                     | Chicago Bulls                          | 90                                     |               |               |                |                |                |              |  |                  |                  |                  |
|  | 9.                                     | Chicago Bulls                          | 90                                     |               |               |                |                |                |              |  |                  |                  |                  |
|  | 10.                                    | Miami Heat                             | 109                                    |               |               |                |                |                |              |  |                  |                  |                  |
|  | 10.                                    | Miami Heat                             | 109                                    |               |               |                |                |                |              |  |                  |                  |                  |
|  |                                        |                                        |                                        |               |               |                |                |                |              |  |                  |                  |                  |

### Nyugati főcsoport
|  |                                        |                                        |                                        |                   |                   |                |                       |                       |              |  |                   |                   |                  |
|  | 7. helyezésért és a második fordulóért | 7. helyezésért és a második fordulóért | 7. helyezésért és a második fordulóért |                   |                   | 8. helyezésért | 8. helyezésért        | 8. helyezésért        |              |  | Végső helyezések  | Végső helyezések  | Végső helyezések |
|  | 7. helyezésért és a második fordulóért | 7. helyezésért és a második fordulóért | 7. helyezésért és a második fordulóért |                   |                   | 8. helyezésért | 8. helyezésért        | 8. helyezésért        |              |  | Végső helyezések  | Végső helyezések  | Végső helyezések |
|  |                                        |                                        |                                        |                   |                   |                |                       |                       |              |  |                   |                   |                  |
|  |                                        |                                        |                                        |                   |                   |                |                       |                       |              |  |                   |                   |                  |
|  | 7.                                     | Golden State Warriors                  | 121                                    |                   |                   |                | Golden State Warriors | Golden State Warriors | 7. helyezett |  |                   |                   |                  |
|  | 7.                                     | Golden State Warriors                  | 121                                    |                   |                   |                | Golden State Warriors | Golden State Warriors | 7. helyezett |  |                   |                   |                  |
|  | 8.                                     | Memphis Grizzlies                      | 116                                    |                   |                   |                |                       |                       |              |  | Memphis Grizzlies | Memphis Grizzlies | 8. helyezett     |
|  | 8.                                     | Memphis Grizzlies                      | 116                                    |                   |                   |                |                       |                       |              |  | Memphis Grizzlies | Memphis Grizzlies | 8. helyezett     |
|  |                                        |                                        |                                        | Memphis Grizzlies | Memphis Grizzlies | 120            |                       |                       |              |  |                   |                   |                  |
|  |                                        |                                        |                                        | Memphis Grizzlies | Memphis Grizzlies | 120            |                       |                       |              |  |                   |                   |                  |
|  |                                        |                                        | Dallas Mavericks                       | Dallas Mavericks  | 106               |                |                       |                       |              |  |                   |                   |                  |
|  |                                        |                                        |                                        | Dallas Mavericks  | 106               |                |                       |                       |              |  |                   |                   |                  |
|  | 9.                                     | Sacramento Kings                       | 106                                    |                   |                   |                |                       |                       |              |  |                   |                   |                  |
|  | 9.                                     | Sacramento Kings                       | 106                                    |                   |                   |                |                       |                       |              |  |                   |                   |                  |
|  | 10.                                    | Dallas Mavericks                       | 120                                    |                   |                   |                |                       |                       |              |  |                   |                   |                  |
|  | 10.                                    | Dallas Mavericks                       | 120                                    |                   |                   |                |                       |                       |              |  |                   |                   |                  |
|  |                                        |                                        |                                        |                   |                   |                |                       |                       |              |  |                   |                   |                  |

## Rájátszás
|  | Első forduló | Első forduló           | Első forduló |                        |    | Főcsoport-elődöntő     | Főcsoport-elődöntő | Főcsoport-elődöntő |  |  | Főcsoportdöntő | Főcsoportdöntő | Főcsoportdöntő |  |  | NBA-döntő | NBA-döntő | NBA-döntő |  |
|  |              |                        |              |                        |    |                        |                    |                    |  |  |                |                |                |  |  |           |           |           |  |
|  | K1           | Cleveland Cavaliers    | 4            |                        |    |                        |                    |                    |  |  |                |                |                |  |  |           |           |           |  |
|  | K1           | Cleveland Cavaliers    | 4            |                        |    |                        |                    |                    |  |  |                |                |                |  |  |           |           |           |  |
|  | K8           | Miami Heat             | 0            |                        |    |                        |                    |                    |  |  |                |                |                |  |  |           |           |           |  |
|  | K8           | Miami Heat             | 0            |                        | K1 | Cleveland Cavaliers    | 1                  |                    |  |  |                |                |                |  |  |           |           |           |  |
|  |              |                        |              |                        | K1 | Cleveland Cavaliers    | 1                  |                    |  |  |                |                |                |  |  |           |           |           |  |
|  |              |                        | K4           | Indiana Pacers         | 4  |                        |                    |                    |  |  |                |                |                |  |  |           |           |           |  |
|  | K4           | Indiana Pacers         | K4           | Indiana Pacers         | 4  | 4                      |                    |                    |  |  |                |                |                |  |  |           |           |           |  |
|  | K4           | Indiana Pacers         |              |                        |    |                        |                    |                    |  |  |                |                |                |  |  |           |           |           |  |
|  | K5           | Milwaukee Bucks        | 1            |                        |    |                        |                    |                    |  |  |                |                |                |  |  |           |           |           |  |
|  | K5           | Milwaukee Bucks        | 1            |                        | K4 | Indiana Pacers         | 3                  |                    |  |  |                |                |                |  |  |           |           |           |  |
|  |              |                        |              |                        |    |                        |                    |                    |  |  |                |                |                |  |  |           |           |           |  |
|  |              |                        | K3           | New York Knicks        | 1  |                        |                    |                    |  |  |                |                |                |  |  |           |           |           |  |
|  | K3           | New York Knicks        | K3           | New York Knicks        | 1  | 4                      |                    |                    |  |  |                |                |                |  |  |           |           |           |  |
|  | K3           | New York Knicks        |              |                        |    |                        |                    |                    |  |  |                |                |                |  |  |           |           |           |  |
|  | K6           | Detroit Pistons        | 2            |                        |    |                        |                    |                    |  |  |                |                |                |  |  |           |           |           |  |
|  | K6           | Detroit Pistons        | 2            |                        | K3 | New York Knicks        | 4                  |                    |  |  |                |                |                |  |  |           |           |           |  |
|  |              |                        |              |                        | K3 | New York Knicks        | 4                  |                    |  |  |                |                |                |  |  |           |           |           |  |
|  |              |                        | K2           | Boston Celtics         | 2  |                        |                    |                    |  |  |                |                |                |  |  |           |           |           |  |
|  | K2           | Boston Celtics         | K2           | Boston Celtics         | 2  | 4                      |                    |                    |  |  |                |                |                |  |  |           |           |           |  |
|  | K2           | Boston Celtics         |              |                        |    |                        |                    |                    |  |  |                |                |                |  |  |           |           |           |  |
|  | K7           | Orlando Magic          | 1            |                        |    |                        |                    |                    |  |  |                |                |                |  |  |           |           |           |  |
|  | K7           | Orlando Magic          | 1            | 0                      |    |                        |                    |                    |  |  |                |                |                |  |  |           |           |           |  |
|  |              |                        |              |                        |    |                        |                    |                    |  |  |                |                |                |  |  |           |           |           |  |
|  |              |                        | N1           | Oklahoma City Thunder  | 0  |                        |                    |                    |  |  |                |                |                |  |  |           |           |           |  |
|  | N1           | Oklahoma City Thunder  | N1           | Oklahoma City Thunder  | 0  | 4                      |                    |                    |  |  |                |                |                |  |  |           |           |           |  |
|  | N1           | Oklahoma City Thunder  |              |                        |    |                        |                    |                    |  |  |                |                |                |  |  |           |           |           |  |
|  | N8           | Memphis Grizzlies      | 0            |                        |    |                        |                    |                    |  |  |                |                |                |  |  |           |           |           |  |
|  | N8           | Memphis Grizzlies      | 0            |                        | N1 | Oklahoma City Thunder  | 4                  |                    |  |  |                |                |                |  |  |           |           |           |  |
|  |              |                        |              |                        | N1 | Oklahoma City Thunder  | 4                  |                    |  |  |                |                |                |  |  |           |           |           |  |
|  |              |                        | N4           | Denver Nuggets         | 3  |                        |                    |                    |  |  |                |                |                |  |  |           |           |           |  |
|  | N4           | Denver Nuggets         | N4           | Denver Nuggets         | 3  | 4                      |                    |                    |  |  |                |                |                |  |  |           |           |           |  |
|  | N4           | Denver Nuggets         |              |                        |    |                        |                    |                    |  |  |                |                |                |  |  |           |           |           |  |
|  | N5           | Los Angeles Clippers   | 3            |                        |    |                        |                    |                    |  |  |                |                |                |  |  |           |           |           |  |
|  | N5           | Los Angeles Clippers   | 3            |                        | N1 | Oklahoma City Thunder  | 4                  |                    |  |  |                |                |                |  |  |           |           |           |  |
|  |              |                        |              |                        |    |                        |                    |                    |  |  |                |                |                |  |  |           |           |           |  |
|  |              |                        | N6           | Minnesota Timberwolves | 1  |                        |                    |                    |  |  |                |                |                |  |  |           |           |           |  |
|  | N3           | Los Angeles Lakers     | N6           | Minnesota Timberwolves | 1  | 1                      |                    |                    |  |  |                |                |                |  |  |           |           |           |  |
|  | N3           | Los Angeles Lakers     |              |                        |    |                        |                    |                    |  |  |                |                |                |  |  |           |           |           |  |
|  | N6           | Minnesota Timberwolves | 4            |                        |    |                        |                    |                    |  |  |                |                |                |  |  |           |           |           |  |
|  | N6           | Minnesota Timberwolves | 4            |                        | N6 | Minnesota Timberwolves | 4                  |                    |  |  |                |                |                |  |  |           |           |           |  |
|  |              |                        |              |                        | N6 | Minnesota Timberwolves | 4                  |                    |  |  |                |                |                |  |  |           |           |           |  |
|  |              |                        | N7           | Golden State Warriors  | 1  |                        |                    |                    |  |  |                |                |                |  |  |           |           |           |  |
|  | N2           | Houston Rockets        | N7           | Golden State Warriors  | 1  | 3                      |                    |                    |  |  |                |                |                |  |  |           |           |           |  |
|  | N2           | Houston Rockets        |              |                        |    |                        |                    |                    |  |  |                |                |                |  |  |           |           |           |  |
|  | N7           | Golden State Warriors  | 4            |                        |    |                        |                    |                    |  |  |                |                |                |  |  |           |           |           |  |

## Statisztika

### Játékos

#### Meccsenként
| Kategória                | Játékos                 | Csapat(ok)            | Statisztika |
| ------------------------ | ----------------------- | --------------------- | ----------- |
| Pont/Mérkőzés            | Shai Gilgeous-Alexander | Oklahoma City Thunder | 32,6        |
| Lepattanó/Mérkőzés       | Domantas Sabonis        | Sacramento Kings      | 13,9        |
| Gólpassz/Mérkőzés        | Trae Young              | Atlanta Hawks         | 11,6        |
| Labdaszerzés/Mérkőzés    | Dyson Daniels           | Atlanta Hawks         | 3,0         |
| Blokk/Mérkőzés           | Walker Kessler          | Utah Jazz             | 2,4         |
| Eladott labda/Mérkőzés   | Trae Young              | Atlanta Hawks         | 4,7         |
| Szabálytalanság/Mérkőzés | Jaren Jackson Jr.       | Memphis Grizzlies     | 3,5         |
| Perc/Mérkőzés            | Mikal Bridges           | New York Knicks       | 37,6        |
| MG%                      | Jarrett Allen           | Cleveland Cavaliers   | 72,3%       |
| BD%                      | Stephen Curry           | Golden State Warriors | 93,0%       |
| 3P%                      | Taurean Prince          | Milwaukee Bucks       | 44,1%       |
| Hatékonyság/Mérkőzés     | Nikola Jokić            | Denver Nuggets        | 42,4        |
| Dupla dupla              | Nikola Jokić            | Denver Nuggets        | 58          |
| Tripla dupla             | Nikola Jokić            | Denver Nuggets        | 33          |

#### Egy mérkőzésen
| Kategória    | Játékos           | Csapat                | Statisztika |
| ------------ | ----------------- | --------------------- | ----------- |
| Pont         | De’Aaron Fox      | Sacramento Kings      | 60          |
| Lepattanó    | Domantas Sabonis  | Sacramento Kings      | 28 (2×)     |
| Gólpassz     | Trae Young        | Atlanta Hawks         | 22          |
| Gólpassz     | Nikola Jokić      | Denver Nuggets        | 22          |
| Labdaszerzés | Dyson Daniels     | Atlanta Hawks         | 8           |
| Labdaszerzés | Kelly Oubre Jr.   | Philadelphia 76ers    | 8           |
| Labdaszerzés | Josh Giddey       | Chicago Bulls         | 8           |
| Blokk        | Victor Wembanyama | San Antonio Spurs     | 10          |
| Hárompontos  | Stephen Curry     | Golden State Warriors | 12 (2×)     |

### Csapatok
| Kategória                | Csapat                | Statisztika |
| ------------------------ | --------------------- | ----------- |
| Pont/Mérkőzés            | Cleveland Cavaliers   | 122,1       |
| Lepattanó/Mérkőzés       | Houston Rockets       | 48,8        |
| Gólpassz/Mérkőzés        | Denver Nuggets        | 31,0        |
| Labdaszerzés/Mérkőzés    | Oklahoma City Thunder | 10,3        |
| Blokk/Mérkőzés           | Orlando Magic         | 5,9         |
| Eladott labda/Mérkőzés   | Utah Jazz             | 17,2        |
| Szabálytalanság/Mérkőzés | Toronto Raptors       | 21,3        |
| MG%                      | Denver Nuggets        | 50,6%       |
| BD%                      | Oklahoma City Thunder | 82,0%       |
| 3P%                      | Cleveland Cavaliers   | 38,8%       |
| +/−                      | Oklahoma City Thunder | +12,5       |

## Díjak

### Éves díjak

#### Egyéni díjak
| Díj                                               | Díjazott                                        | Jelöltek |
| ------------------------------------------------- | ----------------------------------------------- | --- |
| Most Valuable Player                              | Shai Gilgeous-Alexander (Oklahoma City Thunder) | Jánisz Antetokúnmpo (Milwaukee Bucks) Nikola Jokić (Denver Nuggets)                                                             |
| Az év védekező játékosa                           | Evan Mobley (Cleveland Cavaliers)               | Dyson Daniels (Atlanta Hawks) Draymond Green (Golden State Warriors)                                                            |
| Az év újonca                                      | Stephon Castle (San Antonio Spurs)              | Zaccharie Risacher (Atlanta Hawks) Jaylen Wells (Memphis Grizzlies)                                                             |
| Az év hatodik embere                              | Payton Pritchard (Boston Celtics)               | Malik Beasley (Detroit Pistons) Ty Jerome (Cleveland Cavaliers)                                                                 |
| Legtöbbet fejlődött játékos                       | Dyson Daniels (Atlanta Hawks)                   | Cade Cunningham (Detroit Pistons) Ivica Zubac (Los Angeles Clippers)                                                            |
| Kia NBA Clutch Player of the Year                 | Jalen Brunson (New York Knicks)                 | Anthony Edwards (Minnesota Timberwolves) Nikola Jokić (Denver Nuggets)                                                          |
| Az év edzője                                      | Kenny Atkinson (Cleveland Cavaliers)            | J. B. Bickerstaff (Detroit Pistons) Ime Udoka (Houston Rockets)                                                                 |
| Az év ügyvezetője                                 | Sam Presti (Oklahoma City Thunder)              | |
| NBA Sportember-díj                                | Jrue Holiday (Boston Celtics)                   | |
| Twyman–Stokes Az év csapattársa-díj               | Stephen Curry (Golden State Warriors)           | |
| Community Assist Award                            |                                                 | |
| Kareem Abdul-Jabbar Social Justice Champion Award | Jrue Holiday (Boston Celtics)                   | Bam Adebayo (Miami Heat) Harrison Barnes (San Antonio Spurs) Chris Boucher (Toronto Raptors) CJ McCollum (New Orleans Pelicans) |
| NBA Hustle-díj                                    | Draymond Green (Golden State Warriors)          | |

#### Elismerések
| - All-NBA első csapat: - Jánisz Antetokúnmpo, Milwaukee Bucks - Jayson Tatum, Boston Celtics - Nikola Jokić, Denver Nuggets - Shai Gilgeous-Alexander, Oklahoma City Thunder - Donovan Mitchell, Cleveland Cavaliers | - All-NBA második csapat: - LeBron James, Los Angeles Lakers - Evan Mobley, Cleveland Cavaliers - Jalen Brunson, New York Knicks - Stephen Curry, Golden State Warriors - Anthony Edwards, Minnesota Timberwolves | - All-NBA harmadik csapat: - Karl-Anthony Towns, New York Knicks - Jalen Williams, Oklahoma City Thunder - Cade Cunningham, Detroit Pistons - Tyrese Haliburton, Indiana Pacers - James Harden, Los Angeles Clippers |

| - Első védekező csapat: - Draymond Green, Golden State Warriors - Amen Thompson, Houston Rockets - Evan Mobley, Cleveland Cavaliers - Dyson Daniels, Atlanta Hawks - Luguentz Dort, Oklahoma City Thunder | - Második védekező csapat: - Toumani Camara, Portland Trail Blazers - Jaren Jackson Jr., Memphis Grizzlies - Jalen Williams, Oklahoma City Thunder - Rudy Gobert, Minnesota Timberwolves - Ivica Zubac, Los Angeles Clippers |

| - Első újonc csapat: - Stephon Castle San Antonio Spurs - Zaccharie Risacher, Atlanta Hawks - Jaylen Wells, Memphis Grizzlies - Zach Edey, Memphis Grizzlies - Alex Sarr, Washington Wizards | - Második újonc csapat: - Matas Buzelis, Chicago Bulls - Bub Carrington, Washington Wizards - Donovan Clingan, Portland Trail Blazers - Kel'el Ware, Miami Heat - Yves Missi, New Orleans Pelicans |

### A hét játékosa
| Hét                        | Keleti főcsoport                             | Nyugati főcsoport                                     | For.    |
| -------------------------- | -------------------------------------------- | ----------------------------------------------------- | ------- |
| október 22–27.             | Jayson Tatum (Boston Celtics) (1/2)          | Anthony Davis (Los Angeles Lakers) (1/1)              | [ 155 ] |
| október 28. – november 3.  | Donovan Mitchell (Cleveland Cavaliers) (1/2) | Devin Booker (Phoenix Suns) (1/1)                     | [ 156 ] |
| november 4–10.             | Darius Garland (Cleveland Cavaliers) (1/2)   | Nikola Jokić (Denver Nuggets) (1/3)                   | [ 157 ] |
| november 11–17.            | Franz Wagner (Orlando Magic) (1/1)           | De’Aaron Fox (Sacramento Kings) (1/1)                 | [ 158 ] |
| november 18–24.            | Jánisz Antetokúnmpo (Milwaukee Bucks) (1/4)  | Harrison Barnes (San Antonio Spurs) (1/1)             | [ 159 ] |
| november 25. – december 1. | Jalen Brunson (New York Knicks) (1/1)        | Alperen Şengün (Houston Rockets) (1/1)                | [ 160 ] |
| december 2–8.              | Tyler Herro (Miami Heat) (1/1)               | Luka Dončić (Dallas Mavericks) (1/1)                  | [ 161 ] |
| december 16–22.            | Cade Cunningham (Detroit Pistons) (1/1)      | Victor Wembanyama (San Antonio Spurs) (1/1)           | [ 162 ] |
| december 23–29.            | Tyrese Maxey (Philadelphia 76ers) (1/1)      | Shai Gilgeous-Alexander (Oklahoma City Thunder) (1/2) | [ 163 ] |
| december 30. – január 5.   | Jayson Tatum (Boston Celtics) (2/2)          | Nikola Jokić (Denver Nuggets) (2/3)                   | [ 164 ] |
| január 6–12.               | Darius Garland (Cleveland Cavaliers) (2/2)   | Domantas Sabonis (Sacramento Kings) (1/1)             | [ 165 ] |
| január 13–19.              | Jánisz Antetokúnmpo (Milwaukee Bucks) (2/4)  | Jalen Green (Houston Rockets) (1/2)                   | [ 166 ] |
| január 20–26.              | Scottie Barnes (Toronto Raptors) (1/1)       | Jaren Jackson Jr. (Memphis Grizzlies) (1/1)           | [ 167 ] |
| január 27. – február 2.    | Donovan Mitchell (Cleveland Cavaliers) (2/2) | LeBron James (Los Angeles Lakers) (1/1)               | [ 168 ] |
| február 3–9.               | Trae Young (Atlanta Hawks) (1/2)             | Nikola Jokić (Denver Nuggets) (3/3)                   | [ 169 ] |
| február 24. – március 2.   | Jalen Brunson (New York Knicks) (2/2)        | Zach LaVine (Sacramento Kings) (1/1)                  | [ 170 ] |
| március 3. – március 9.    | Trae Young (Atlanta Hawks) (2/2)             | Shai Gilgeous-Alexander (Oklahoma City Thunder) (2/2) | [ 171 ] |
| március 10. – március 16.  | Coby White (Chicago Bulls) (1/2)             | Anthony Edwards (Minnesota Timberwolves) (1/1)        | [ 172 ] |
| március 17. – március 23.  | Coby White (Chicago Bulls) (2/2)             | Kevin Durant (Phoenix Suns) (1/1)                     | [ 173 ] |
| március 24. – március 30.  | Paolo Banchero (Orlando Magic) (1/1)         | Jalen Green (Houston Rockets) (2/2)                   | [ 174 ] |
| március 31. – április 6.   | Jánisz Antetokúnmpo (Milwaukee Bucks) (3/4)  | Kawhi Leonard (Los Angeles Clippers) (1/1)            | [ 175 ] |
| április 7. – április 13.   | Jánisz Antetokúnmpo (Milwaukee Bucks) (4/4)  | James Harden (Los Angeles Clippers) (1/1)             | [ 176 ] |

### A hónap játékosa
| Hónap            | Keleti főcsoport                             | Nyugati főcsoport                                     | For.    |
| ---------------- | -------------------------------------------- | ----------------------------------------------------- | ------- |
| október/november | Jayson Tatum (Boston Celtics) (1/1)          | Shai Gilgeous-Alexander (Oklahoma City Thunder) (1/3) | [ 177 ] |
| december         | Karl-Anthony Towns (New York Knicks) (1/1)   | Shai Gilgeous-Alexander (Oklahoma City Thunder) (2/3) | [ 178 ] |
| január           | Jánisz Antetokúnmpo (Milwaukee Bucks) (1/1)  | Nikola Jokić (Denver Nuggets) (1/1)                   | [ 179 ] |
| február          | Donovan Mitchell (Cleveland Cavaliers) (1/1) | LeBron James (Los Angeles Lakers) (1/1)               | [ 180 ] |
| március          | Coby White (Chicago Bulls) 1/1)              | Shai Gilgeous-Alexander (Oklahoma City Thunder) (3/3) | [ 181 ] |

### A hónap védekező játékosa
| Hónap            | Keleti főcsoport                        | Nyugati főcsoport                             | For.    |
| ---------------- | --------------------------------------- | --------------------------------------------- | ------- |
| október/november | Dyson Daniels (Atlanta Hawks) (1/2)     | Victor Wembanyama (San Antonio Spurs) (1/1)   | [ 177 ] |
| december         | Evan Mobley (Cleveland Cavaliers) (1/2) | Jaren Jackson Jr. (Memphis Grizzlies) (1/1)   | [ 178 ] |
| január           | Andrew Nembhard (Indiana Pacers) (1/1)  | Amen Thompson (Houston Rockets) (1/1)         | [ 179 ] |
| február          | Evan Mobley (Cleveland Cavaliers) (2/2) | Toumani Camara (Portland Trail Blazers) (1/1) | [ 180 ] |
| március          | Dyson Daniels (Atlanta Hawks) (2/2)     | Draymond Green (Golden State Warriors) (1/1)  | [ 181 ] |

### A hónap újonca
| Hónap            | Keleti főcsoport                         | Nyugati főcsoport                        | For.    |
| ---------------- | ---------------------------------------- | ---------------------------------------- | ------- |
| október/november | Jared McCain (Philadelphia 76ers) (1/1)  | Jaylen Wells (Memphis Grizzlies) (1/1)   | [ 177 ] |
| december         | Alex Sarr (Washington Wizards) (1/1)     | Yves Missi (New Orleans Pelicans) (1/1)  | [ 178 ] |
| január           | Kel’el Ware (Miami Heat) (1/1)           | Stephon Castle (San Antonio Spurs) (1/2) | [ 179 ] |
| február          | Zaccharie Risacher (Atlanta Hawks) (1/2) | Isaiah Collier (Utah Jazz) (1/1)         | [ 180 ] |
| március          | Zaccharie Risacher (Atlanta Hawks) (2/2) | Stephon Castle (San Antonio Spurs) (2/2) | [ 181 ] |

### A hónap edzője
| Hónap            | Keleti főcsoport                           | Nyugati főcsoport                             | For.    |
| ---------------- | ------------------------------------------ | --------------------------------------------- | ------- |
| október/november | Kenny Atkinson (Cleveland Cavaliers) (1/2) | Ime Udoka (Houston Rockets) (1/2)             | [ 177 ] |
| december         | Kenny Atkinson (Cleveland Cavaliers) (2/2) | Mark Daigneault (Oklahoma City Thunder) (1/3) | [ 178 ] |
| január           | Rick Carlisle (Indiana Pacers) (1/1)       | Ime Udoka (Houston Rockets) (2/2)             | [ 179 ] |
| február          | J. B. Bickerstaff (Detroit Pistons) (1/1)  | Mark Daigneault (Oklahoma City Thunder) (2/3) | [ 180 ] |
| március          | Joe Mazzulla (Boston Celtics) (1/1)        | Mark Daigneault (Oklahoma City Thunder) (3/3) | [ 181 ] |

## Fontos események
- A szezon kezdete előtt a Los Angeles Clippers az Intuit Dome stadionba költözött, 25 év után elhagyva a Crypto.com Arenát.
- 2024. június 27.: A 2024-es NBA-draft 55. helyén a Los Angeles Lakers kiválasztotta Bronny James irányítót, amivel az első apa-fia duó lett LeBron Jamesszel, akik együtt játszottak a liga történetében.[182]
  - Október 22-én mutatkoztak be együtt a Minnesota Timberwolves ellen.[183]
- 2024. július 1.: Jayson Tatum aláírt egy öt éves, 314 millió dolláros szerződést a Boston Celtics csapatával, ami a liga történetének legértékesebbje.[184]
- 2024. július 24.: Az NBA bejelentette, hogy 11 évig tartó szerződést írt alá az ESPN-nel, az NBC Sports csatornával és az Amazon Prime Videóval, elutasítva a TNT Sports jogát arra, hogy az Amazontól visszaszerezze közvetítési jogait, ugyanannyi pénzt fizetve, azt nyilatkozva, hogy a TNT ezt nem tudta megtenni. A TNT beperelte a ligát.[185]
- 2024. október 22.:
  - A Boston Celtics beállította a rekordot a legtöbb szerzett hárompontosért egy mérkőzésen (29), a New York Knicks ellen.[186]
  - LeBron James hibázta a legtöbb mezőnydobást az NBA történetében, megelőzve Kobe Bryantet.[187]
- 2024. október 25.: LeBron James lett az első játékos, aki tripla duplát szerzett 22. szezonjában.[188]
- 2024. október 26.: LeBron James lett a legidősebb játékos (39 éves, 301 napos), aki egy mérkőzésen a legtöbb pontot, gólpasszt és lepattanót szerezte.[189]
- 2024. október 28.: Kevin Durant a nyolcadik játékos lett, aki átlépte a 29 ezer pontos határt.[190]
- 2024. október 31.: Victor Wembanyama lett a harmadik játékos, aki több mérkőzésen is legalább öt pontot, öt lepattanót, öt gólpasszt, öt blokkot és öt labdaszerzést szerzett.[191]
- 2024. november 5.: Sorozatban a harmadik szezonban nem rendeznek mérkőzéseket a választások napján az Egyesült Államokban.[1]
- 2024. november 6.: Kenny Atkinson megdöntötte a rekordot egy új edző által a legtöbb győzelemmel (9) megkezdett szezonért.[192] A rekord november 17-én ért véget, 15 győztes mérkőzés után.
- 2024. november 8.: A Cleveland Cavaliers az NBA történetének első csapata lett, amely első tíz mérkőzését mind úgy nyerte meg, hogy legalább 110 pontot szerzett mindegyiken.[193]
- 2024. november 9.: Victor Wembanyama lett az első játékos az NBA történetében, aki több mérkőzésen is legalább 20 pontot, 5 hárompontost, 15 lepattanót és 5 blokkot szerzett.[194]
- 2024. november 13.:
  - LeBron James lett a legidősebb játékos (39 éves, 319 napos), aki sorozatban három mérkőzésen is tripla duplát szerzett.[195]
  - Chris Paul mindössze a harmadik játékos lett, aki 12 ezer gólpasszt szerzett pályafutása során.
- 2024. november 17.: James Harden megelőzte Ray Allent a liga hárompontos-örökranglistáján, így már második.[196]
- 2024. november 19.:
  - A Boston Celtics véget vetett a Cleveland Cavaliers 15 mérkőzésig tartó győzelmi sorozatának. Ez a sorozat a második leghosszabb szezonnyitó sorozat volt a liga történetében az 1948–1949-es Washington Capitols és az 1993–1994-es Houston Rockets mellett.[197]
  - Dalton Knecht megdöntötte a rekordot a legtöbb újonc által szerzett hárompontosért egy mérkőzésen, kilenccel.[198]
- 2024. november 29.: Zach LaVine megelőzte Kirk Hinrich-t, így a Chicago Bulls történetében legtöbb hárompontost szerző játékos.[199]
- 2024. december 1.: James Harden a második játékos lett, aki pályafutása során legalább 3000 hárompontost szerzett.[200]
- 2024. december 5.: Nikola Jokić megelőzte Magic Johnsont a liga tripla dupla örökranglistáján, így már harmadik.[201]
- 2024. december 8.: Chris Paul megelőzte Jason Kiddet a liga gólpassz-örökranglistáján, így már második.[202]
- 2024. december 13.:
  - A Phoenix Suns és a Utah Jazz is megdöntötte a rekordot a legtöbb hárompontosért egy mérkőzésen (22–22), amelynek nem volt hosszabbítása, illetve beállították a rekordot a legtöbb szerzett hárompontosért egy mérkőzésen (44).[203]
  - A Charlotte Hornets és a Chicago Bulls is megdöntötte a rekordot a legtöbb kihagyott hárompontos-próbálkozásért egy mérkőzésen (együtt 75: Hornets – 38; Bulls – 37).[204]
- 2024. december 15.: A Dallas Mavericks és a Golden State Warriors megdöntötte a rekordot a legtöbb hárompontosért egy mérkőzésen (együtt: 48: Warriors – 27; Mavericks: 21).[205]
- 2024. december 19.: LeBron James megdöntötte a rekordot a legtöbb alapszakaszban játszott percért a bajnokság történetében, megelőzve Kareem Abdul-Jabbart.[206]
- 2024. december 31.: LeBron James lett az első játékos az NBA történetében, aki tinédzserként és 40-es éveiben is játszott a ligában.[207]
- 2025. január 3.: LeBron James megdöntötte a rekordot a legtöbb 30-pontos mérkőzésért az NBA történetében (563), megelőzve Michael Jordant.[208]
- 2025. január 10.: Nikola Jokić és Russell Westbrook lettek az első csapattársak, akiknek egy mérkőzésen lett tripla duplájuk, többször egy szezonban.[209]
- 2025. február 1.: LeBron James lett az első játékos az NBA történetében, aki 40 évesen tripla duplát szerzett.[210]
- 2025. február 3.: Devin Booker megelőzte a Phoenix Suns történetének legsikeresebb pontszerzője lett.[211]
- 2025. február 6.: LeBron James lett a legidősebb játékos (40 év, 38 nap) az NBA történetében, aki legalább 40 pontot szerzett egy mérkőzésen.[212]
- 2025. február 11.: Kevin Durant a nyolcadik játékos lett az NBA történetében, aki legalább 30 ezer pontot szerzett.[213]
- 2025. február 25.: Luka Dončić tripla duplát ért el a Dallas Mavericks ellen aratott győzelem során, ezzel ő lett a negyedik játékos, aki tripla duplát ért el az első mérkőzésén volt csapata ellen, és egyike annak a három (LeBron James, Russell Westbrook) játékosnak, akik tripla-duplát szereztek minden egyes NBA-csapat ellen.[214]
- 2025. március 4.: LeBron James 1000. győzelmét aratta a Los Angeles Clippers csapata ellen, ezzel ő lett az NBA történelmében a negyedik játékos, akinek sikerült elérnie ezt a mérföldkövet.[215]
- 2025. március 5.: Payton Pritchard és Derrick White lettek az első csapattársak az NBA-ben, akik egy meccsen 9-9 hárompontost szereztek.[216]
- 2025. március 7.: Nikola Jokić lett az első játékos az NBA történetében, aki 30 pontos, 20 lepattanós és 20 gólpasszos tripla duplát jegyzett egy mérkőzésen.[217]
- 2025. március 8.: Stephen Curry elérte a 25 000 dobott pontot karrierje során, ezzel ő lett az NBA-ben a 26. játékos, akinek sikerült elérnie ezt a mérföldkövet.[218]
- 2025. március 13.: Stephen Curry a Sacramento Kings elleni mérkőzésen értékesítette karrierje 4000. hárompontosát. Ő lett az első játékos az NBA-ben, akinek sikerült elérnie ezt a mérföldkövet.[219]
- 2025. március 15.: Steve Kerr edzői karrierje 558. győzelmét szerezte a New York Knicks csapata ellen, ezzel ő lett a Golden State Warriors-edzők örökranglistáján a legsikeresebb.[220]
- 2025 március 19.: Szandro Mamukelasvili lett az első játékos az NBA-ben, aki 34 pontot dobott kevesebb, mint 20 perc játékidő alatt.[221]
- 2025. március 20.: DeMar DeRozan elérte a 25 000 dobott pontot karrierje során, ezzel ő lett az NBA-ben a 27. játékos, akinek sikerült elérnie ezt a mérföldkövet.[222]
- 2025. március 23.: Dyson Daniels lett a legfiatalabb játékos, aki egy szezonban elérte a 200 labdaszerzést, és Chris Paul óta (2008–2009-es szezon) neki sikerült ezt először elérnie.[223]
- 2025. április 1.: Nikola Jokić 61 pontot, 10 lepattanót és 10 gólpasszt szerzett, ennél több dobott ponttal senki nem ért el tripla duplát az NBA történetében.[224]
- 2025. április 4.: a Boston Celtics Payton Pritchard révén megszerezte 1364. hárompontosát a szezonban, ezzel ők szerezték a legtöbbet egy évadban az NBA történetében.
- 2025. április 9.: LeBron James megelőzte Kareem Abdul-Jabbart az alapszakaszban lejátszott mérkőzések számát tekintve, és ezzel a második helyre lépett a ligában, 1561 mérkőzéssel.[225]
- 2025. április 12.: Nikola Jokić lett Oscar Robertson és Russell Westbrook után a harmadik NBA játékos, aki tripla-duplát átlagolt egy egész szezonon keresztül.[226]
- 2025. április 14.: Chris Paul lett az első olyan játékos, aki 20. vagy annál későbbi szezonjában csapatának mind a 82 mérkőzésén kezdett.[227]
- Az Oklahoma City Thunder beállította az NBA történetének legnagyobb szezonbeli pontkülönbségrekordját, +12,9-es átlaggal. Az eddigi rekordot az 1971–1972-es Los Angeles Lakers tartotta +12,3-mal.[228]
- Jarrett Allen lett az első játékos az NBA történetében, aki egy szezonon belül 70%-al dobott mezőnyből és 70%-al dobott a büntetővonalról is.[229]